# Ceceljolike
Ceceljolike (lat. Oxalidales), biljni red cvjetnica koji se sastoji od sedam porodica, a svoje ime nosi po rodu cecelj (Oxalis) koji pripada porodici ceceljevki Oxalidaceae. Ostale porodice su Brunelliaceae s devet ugroženih vrsta; Cephalotaceae; Connaraceae s 4 ugrožene vrste; Cunoniaceae s 8 ugroženih vrsta; Elaeocarpaceae sa 7 ugroženih vrsta; Huaceae; i Oxalidaceae sa 6 ugroženih i 4 invazivne vrste.
Ime roda Oxalis dolazi od grčkog oxys (kiseo, oštar), po okusu listova bogatih oksalnom kiselinom. Većina vrsta ima 5 ili 6 lapova i latica.

## Opis
Oxalidales je red dikotiledonih cvjetnica, koji sadrži 6 porodica, 58 rodova i 1810 vrsta. Članovi Oxalidales uključuju jednogodišnje biljke, višegodišnje biljke, lijane, grmlje i drveće umjerenih i tropskih regija. Prema sustavu botaničke klasifikacije Angiosperm Phylogeny Group II (APG II), Oxalidales je prethodno neočekivana asocijacija porodica koja je smještena u Rosid I grupu osnovnih eudikota i blisko je povezana s Celastrales (red gušićolike) i Malpighiales. Složeni listovi česti su kod Oxalidales, a većina vrsta ima cvjetove s pet ili šest čašica i latica, dvostruko više prašnika i pet karpela koje su ili spojene ili odvojene. Mnoge vrste imaju sjeme s pričvršćenom vijencem, što se često povezuje s raspršivanjem životinja.

## Porodice i rodovi
1. Familia Huaceae A.Chev. (4 spp.)
  1. Afrostyrax Perkins & Gilg (3 spp.)
  2. Hua Pierre ex De Wild. (1 sp.)
2. Familia Oxalidaceae R.Br. (637 spp.)
  1. Sarcotheca Blume (12 spp.)
  2. Dapania Korth. (3 spp.)
  3. Averrhoa L. (4 spp.)
  4. Biophytum DC. (76 spp.)
  5. Oxalis L. (542 spp.)
3. Familia Connaraceae R.Br. (242 spp.)
  1. Subfamilia Connaroideae Gilg
    1. Connarus L. (106 spp.)
    2. Ellipanthus Hook. fil. (7 spp.)
    3. Hemandradenia Stapf (2 spp.)
    4. Burttia Baker fil. & Exell (1 sp.)
    5. Vismianthus Mildbr. (2 spp.)

  2. Subfamilia Jollydoroideae Gilg
    1. Tribus Jollydoreae (Gilg) Lemmens
      1. Jollydora Pierre (4 spp.)

    2. Tribus Manoteae Lemmens
      1. Manotes Sol. ex Planch. (5 spp.)

    3. Tribus Cnestideae Planch.
      1. Cnestis Juss. (15 spp.)
      2. Pseudoconnarus Radlk. (5 spp.)
      3. Agelaea Sol. ex Planch. (10 spp.)
      4. Castanola Llanos (1 sp.)
      5. Cnestidium Planch. (2 spp.)
      6. Rourea Aubl. (82 spp.)
4. Familia Cephalotaceae Dumort. (1 sp.)
  1. Cephalotus Labill. (1 sp.)
5. Familia Brunelliaceae Engl. (58 spp.)
  1. Brunellia Ruiz & Pav. (58 spp.)
6. Familia Elaeocarpaceae Juss. (773 spp.)
  1. Tribus Sloaneeae Endl.
    1. Sloanea L. (203 spp.)
    2. Vallea Mutis ex L. fil. (2 spp.)
    3. Aristotelia L´Hér. (5 spp.)

  2. Tribus Elaeocarpeae Bartl.
    1. Crinodendron Molina (4 spp.)
    2. Peripentadenia L. S. Sm. (2 spp.)
    3. Dubouzetia Pancher ex Brongn. & Gris (11 spp.)
    4. Tremandra R. Br. (2 spp.)
    5. Platytheca Steetz (3 spp.)
    6. Tetratheca Sm. (54 spp.)
    7. Sericolea Schltr. (15 spp.)
    8. Aceratium DC. (19 spp.)
    9. Elaeocarpus L. (453 spp.)
7. Familia Cunoniaceae R. Br. (324 spp.)
  1. Tribus Spiraeanthemeae Engl.
    1. Spiraeanthemum A. Gray (19 spp.)

  2. Tribus Hooglandia clade
    1. Hooglandia McPherson & Lowry (1 sp.)

  3. Tribus Aistopetalum clade
    1. Aistopetalum Schltr. (2 spp.)

  4. Tribus Bauereae DC.
    1. Bauera Banks ex Andr. (4 spp.)

  5. Tribus Schizomerieae J. Bradford & R. W. Barnes
    1. Davidsonia F. Muell. (3 spp.)
    2. Schizomeria D. Don (9 spp.)
    3. Anodopetalum A. Cunn. ex Endl. (1 sp.)
    4. Platylophus D. Don (1 sp.)
    5. Ceratopetalum Sm. (8 spp.) Ceratopetalum Sm. (8 spp.)

  6. Tribus Eucryphieae Cambess. ex G. Don
    1. Eucryphia Cav. (7 spp.)

  7. Tribus Geissoieae Endl. ex Meisn.
    1. Gillbeea F. Muell. (3 spp.)
    2. Geissois Labill. (20 spp.)
    3. Lamanonia Vell. (5 spp.)
    4. Pseudoweinmannia Engl. (2 spp.)
    5. Karrabina Rozefelds & H. C. Hopkins (2 spp.)

  8. Tribus Caldcluvieae J. Bradford & R. W. Barnes
    1. Acrophyllum Benth. (1 sp.)
    2. Caldcluvia D. Don (1 sp.)
    3. Opocunonia Schltdl. (1 sp.)
    4. Ackama A. Cunn. (10 spp.)

  9. Tribus Codieae G. Don
    1. Pullea Schltr. (3 spp.)
    2. Callicoma Andrews (1 sp.)
    3. Codia J. R. Forst. & G. Forst. (15 spp.)

  10. Tribus Cunonieae (R. Br.) Schrank & Mart.
    1. Vesselowskya Pamp. (2 spp.)
    2. Weinmannia L. (87 spp.)
    3. Pancheria Brongn. & Gris (25 spp.)
    4. Cunonia L. (23 spp.)
    5. Pterophylla D. Don (68 spp.)

## Sinonimi
- Connarales Link, 1829
- Cephalotales Mart., 1835
- Cunoniales Mart., 1835
- Elaeocarpales (Engl., 1898) Takht., 1997
- Huales Doweld, 2001
- Bauerales Mart.
- Tremandrales Mart.